# Världsutställningen 1889

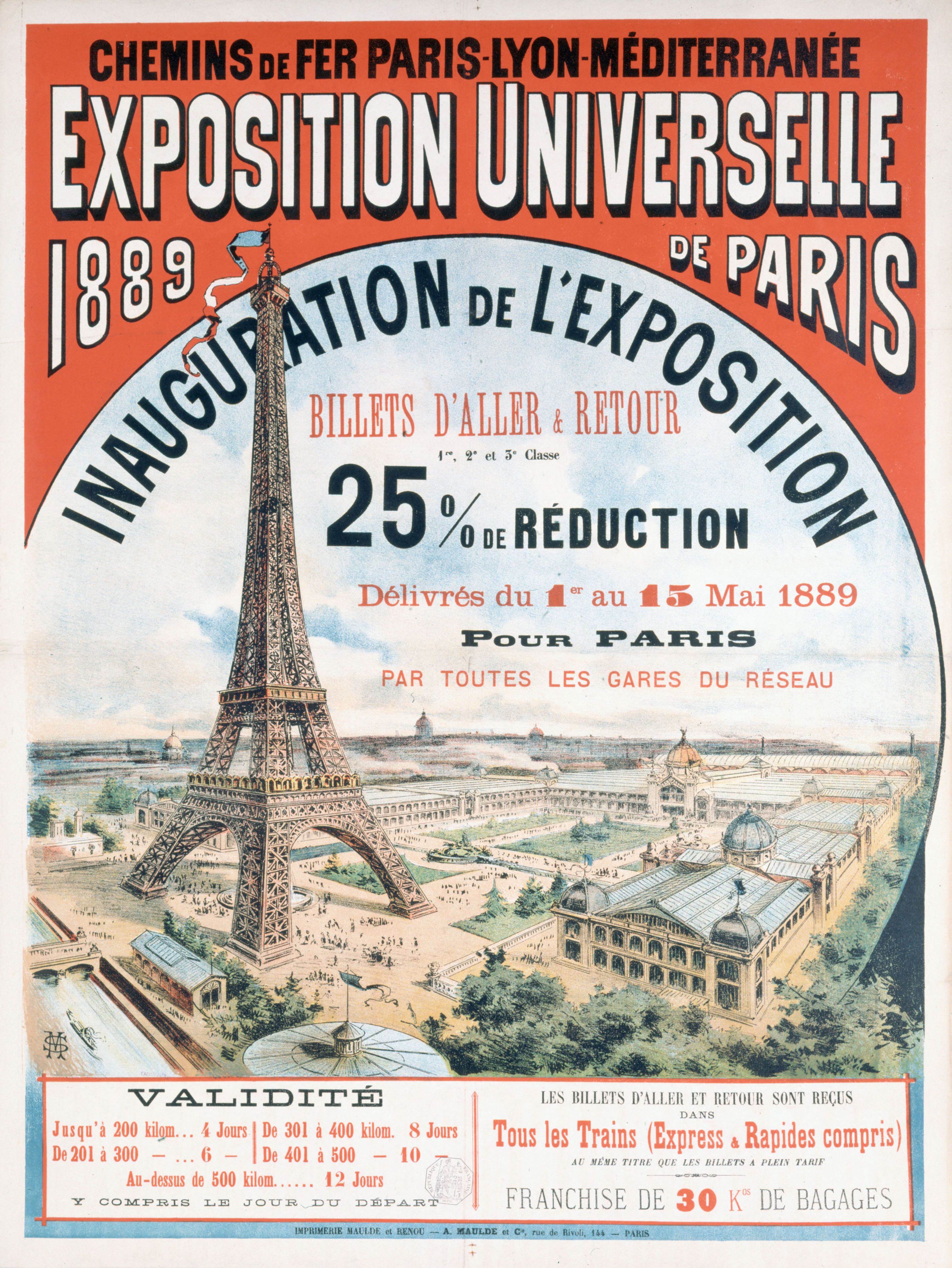
Utställningsaffisch.

Exposition Universelle var en världsutställning 1889 i Paris i Frankrike, för att fira etthundraårsjubileet av den franska revolutionen 1789. 
Eiffeltornet uppfördes inför utställningen som dess entré. Tornet var tänkt att rivas efter tjugo år, men fick stå kvar, eftersom det var praktiskt att använda för kommunikationsändamål och så småningom också som TV- och radiomast. 
Bland utställningens svenska bidrag återfanns Per Hasselbergs skulptur Grodan, Eva Bonniers målning Musik och Gusten Lindbergs skulptur Dimman. 
Den svenska paviljongen ritades av Hugo Rahm. Trävillan flyttades efter utställningen till Bagnoles-de-l'Orne i Normandie.

## Galleri

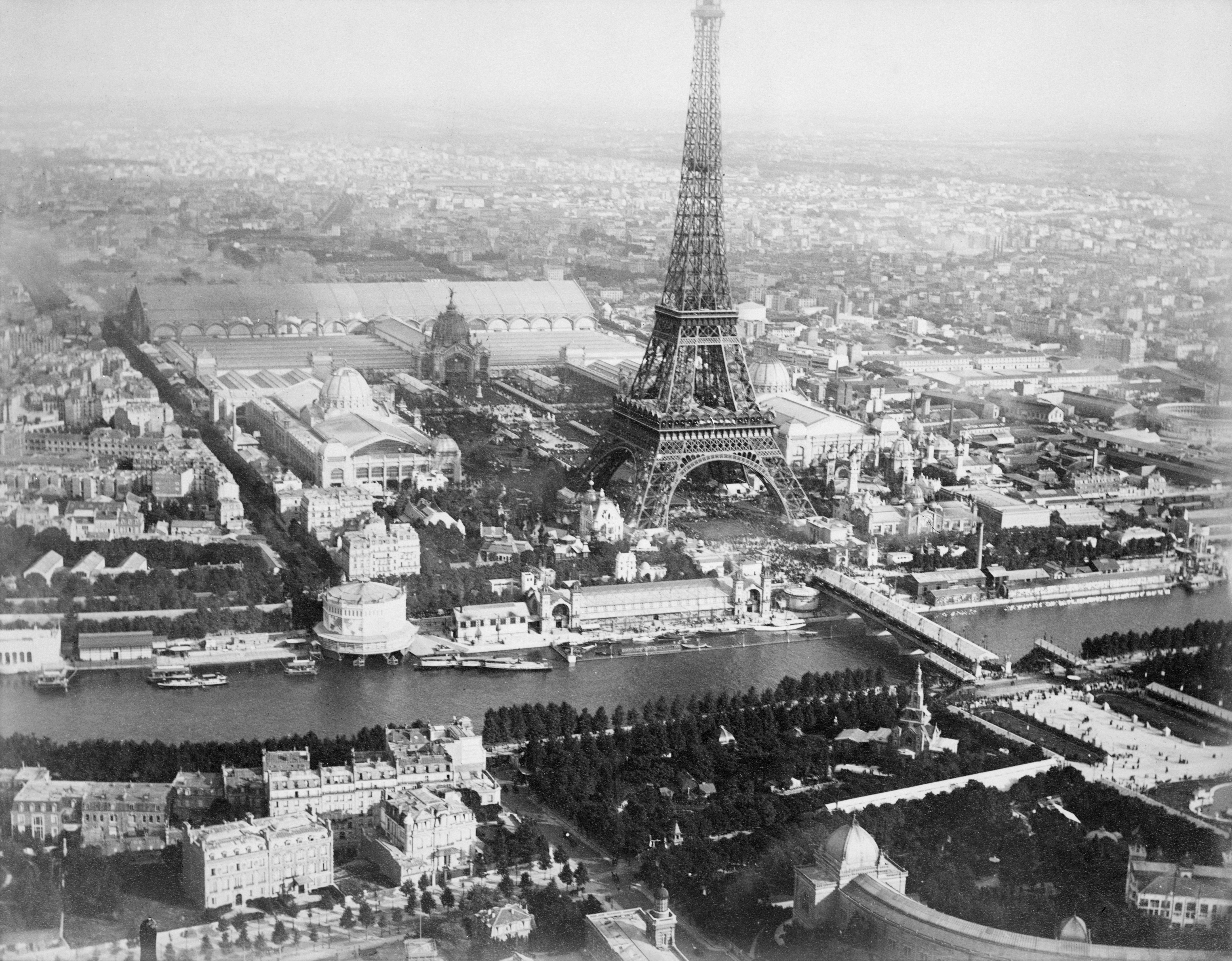
Fotografi över utställningsplatsen, taget från en luftballong.
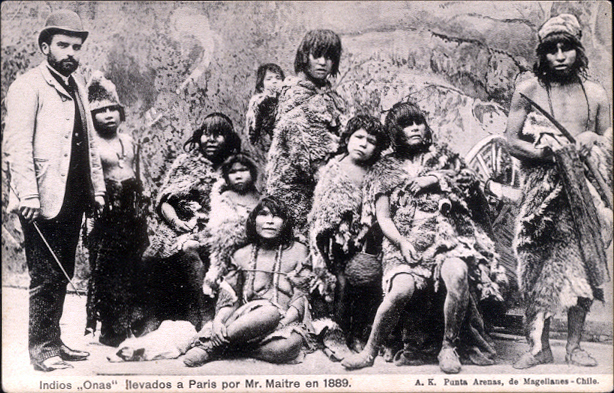
Infödingar från Tierra del Fuego (argentinska Patagonien), förde till Paris av den belgiske valfångstentreprenören Maurice Maître för utställningen.
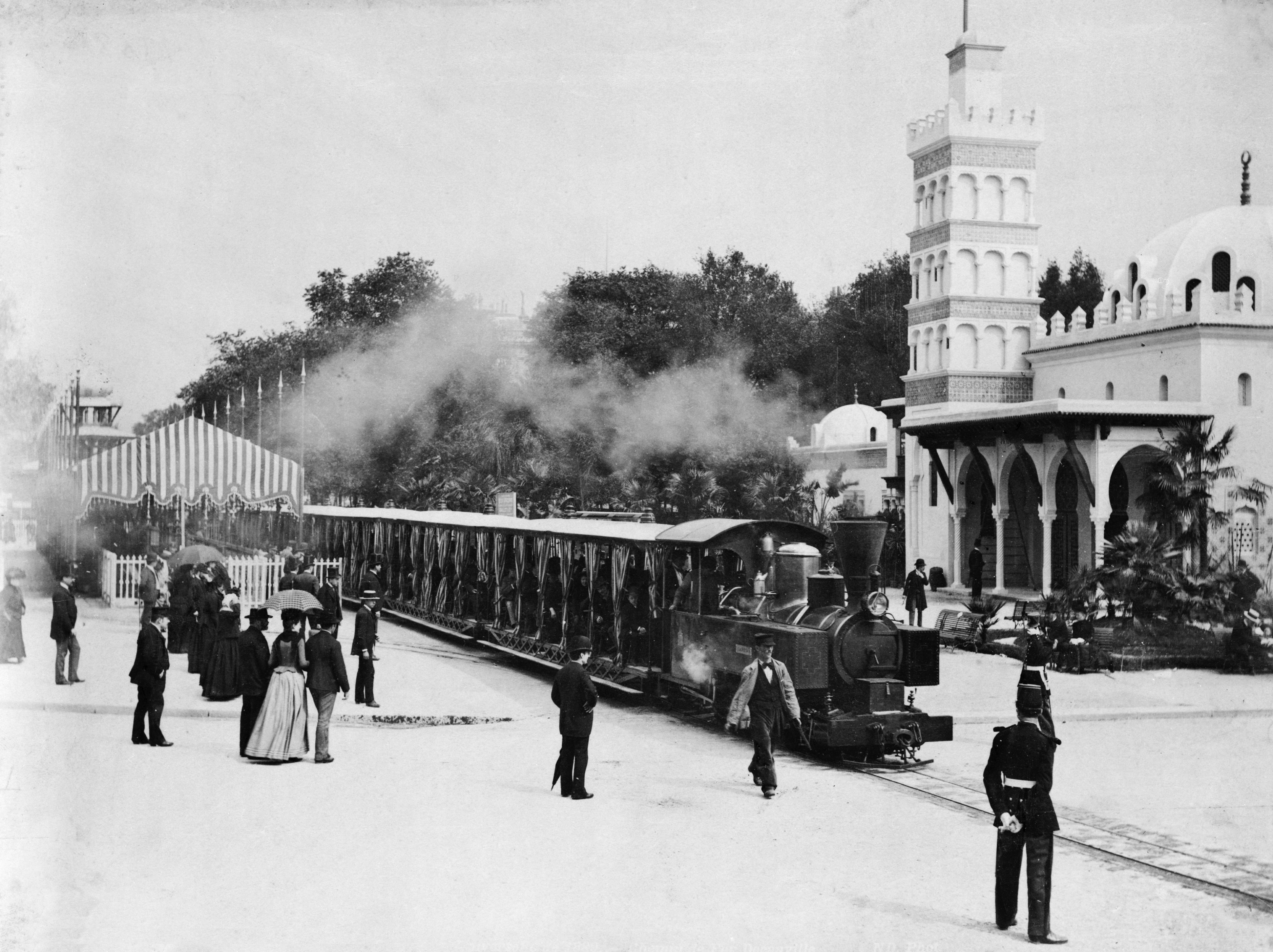
Paul Decauvilles tillfälliga smalspåriga järnväg på Marsfältet.